# Karl Max, Príncipe Lichnowsky

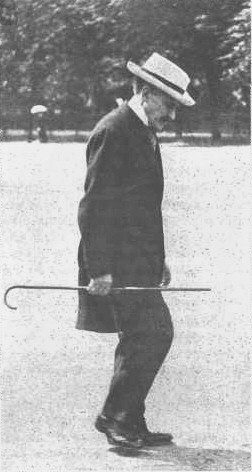
Karl Max, príncipe Lichnowsky visto em Hyde Park após a declaração britânica de guerra à Alemanha em 4 de agosto de 1914

Karl Max, Príncipe Lichnowsky (Kreuzenort, Alta Silésia, Prússia [agora Krzyżanowice, Polônia], 8 de março de 1860 – Chuchelná, Tchecoslováquia, 27 de fevereiro de 1928) foi um diplomata alemão que serviu como embaixador na Grã-Bretanha durante a crise de julho e que foi o autor de um panfleto de 1916 que deplorava a diplomacia alemã em meados de 1914 que, segundo ele, contribuiu fortemente para a eclosão da Primeira Guerra Mundial.

## Vida e carreira pré-1914
Ele foi o sexto príncipe e oitavo Conde Lichnowsky. Ele sucedeu seu pai em 1901. Seu pai era Carl, Príncipe Lichnowsky, quinto Príncipe e sétimo Conde Lichnowsky, um general de cavalaria, e sua mãe era Marie, Princesa de Croy. Ele era o chefe de uma antiga família nobre da Boêmia, possuindo propriedades em Chuchelná, então na Silésia austríaca, e Grätz na Morávia austríaca (agora Hradec nad Moravicí, República Tcheca). Como membro hereditário da câmara alta da dieta prussiana, Lichnowsky desempenhou um papel na política doméstica, adotando em geral uma atitude moderada e depreciando a legislação partidária. Embora católico romano, ele evitou se identificar com o partido clerical na Alemanha.
Entrando no serviço diplomático, Lichnowsky foi nomeado adido na embaixada de Londres em 1885 e mais tarde serviu como secretário da legação em Bucareste. Tornou-se embaixador alemão na Áustria-Hungria em 1902, substituindo Philipp, príncipe de Eulenburg-Hertefeld, mas foi forçado a se aposentar em 1904, acusado de muita independência do Ministério das Relações Exteriores após vários conflitos com Friedrich von Holstein, chefe do departamento político do Escritório. divisão. Em 1904, casou-se com a Condessa Mechtilde von Arco-Zinneberg (1879-1958).
Ele passou oito anos aposentado, como relatam suas memórias, "na minha fazenda e no meu jardim, a cavalo e nos campos, mas lendo diligentemente e publicando artigos políticos ocasionais". Durante vários anos, rumores de jornais na Alemanha ligaram o nome Lichnowsky a praticamente todos os cargos diplomáticos importantes que ficaram vagos, e até mesmo à chancelaria imperial. Nenhuma nomeação oficial ocorreu, no entanto, além da designação de conselheiro privado (alemão: Wirklicher Geheimrat) em 1911.
Em 1912, Lichnowsky foi nomeado embaixador no Reino Unido, cargo em que serviu até a eclosão da guerra em 1914. Logo após sua nomeação, ele apresentou um relatório sobre uma conversa com Lord Haldane, secretário de estado britânico para a guerra. Nele, Haldane deixou claro que a Grã-Bretanha poderia entrar em guerra se a Áustria-Hungria atacasse a Sérvia e a Alemanha atacasse a França. Diz-se que o relatório enfureceu o Kaiser Wilhelm II.

## A Crise de 1914

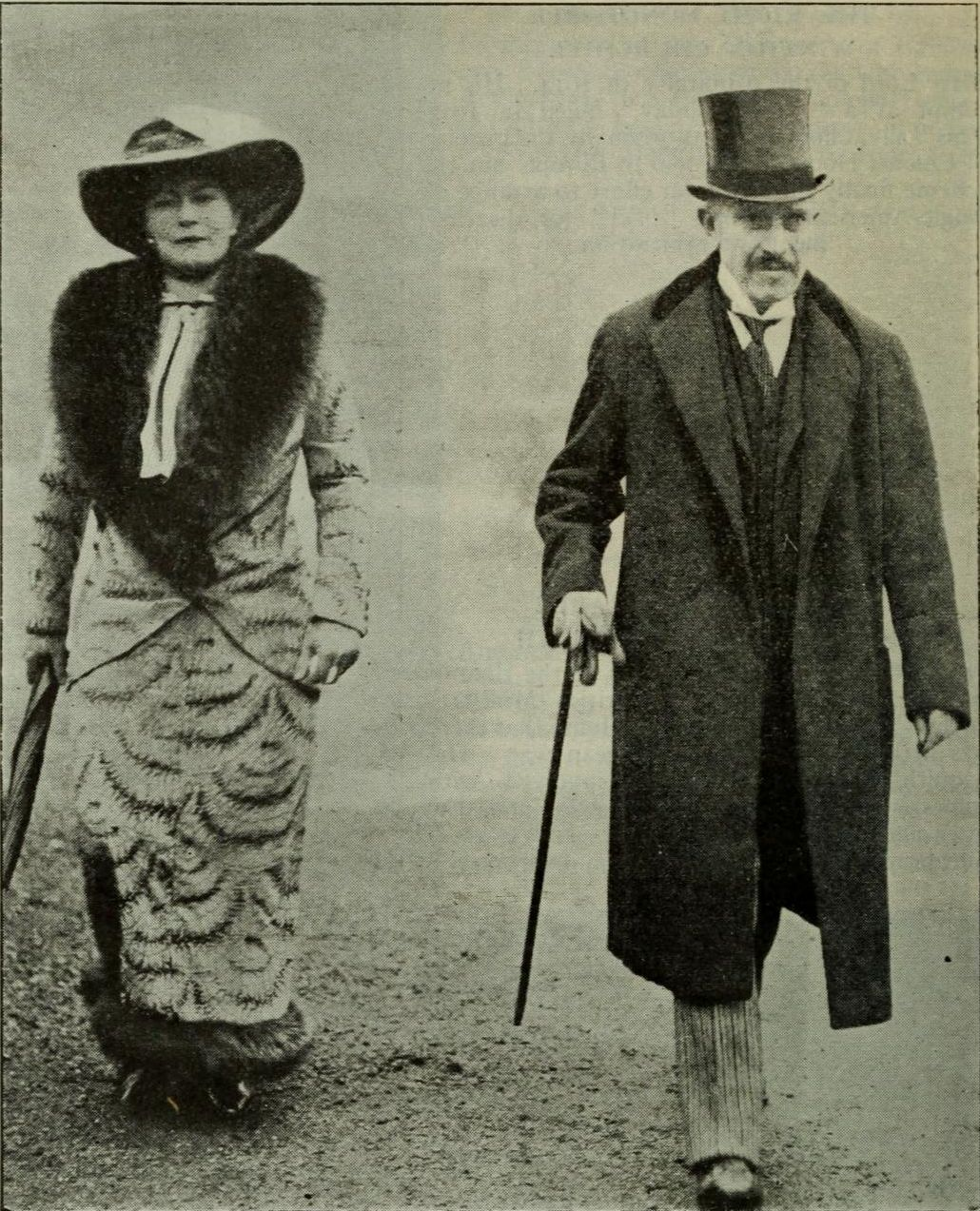
Como embaixador em londres, 1914.

Durante a crise de julho de 1914, Lichnowsky foi o único diplomata alemão que levantou objeções aos esforços da Alemanha para provocar uma guerra austro-sérvia, argumentando que a Grã-Bretanha interviria em uma guerra continental. Em 25 de julho, ele implorou ao governo alemão que aceitasse uma oferta de mediação britânica na disputa austro-sérvia. Em 27 de julho, ele seguiu com um telegrama argumentando que a Alemanha não poderia vencer uma guerra continental. Este cabo não foi mostrado ao Kaiser Wilhelm II. Um telegrama em 28 de julho transmitiu uma oferta do rei George V para realizar uma conferência de embaixadores europeus para evitar uma guerra geral. Um telegrama final em 29 de julho para o Ministério das Relações Exteriores alemão dizia simplesmente que "se a guerra começar, será a maior catástrofe que o mundo já viu". Esses avisos foram ignorados e, quando o cabo final chegou a Berlim, as tropas austríacas já estavam bombardeando Belgrado.
Na declaração de guerra da Grã-Bretanha em 4 de agosto de 1914, Lichnowsky retornou à Alemanha. Ele era tão estimado que uma guarda de honra militar britânica saudou sua partida – um privilégio raro nas circunstâncias.

## Seu panfleto de 1916
Seu panfleto impresso em particular, My Mission to London 1912–1914, circulou nos círculos da classe alta alemã em 1916, acusando seu governo de não apoiá-lo nos esforços para evitar a Primeira Guerra Mundial; sua publicação em 1917 nos Estados Unidos levou à sua expulsão da Câmara dos Lordes da Prússia. Em 1918, o renomeado "Lichnowsky Memorandum" foi publicado em The Disclosures from Germany (New York: American Association for International Conciliation, 1918). Também foi publicado no jornal dinamarquês Politiken em março de 1918, do qual uma cópia britânica foi publicada pela Cassell & Co., mais tarde em 1918, com prefácio do professor Gilbert Murray.
O panfleto cobre principalmente o período de 1912-1914, e ocasionalmente até 1900. Lichnowsky lamentou a aliança alemã com a Áustria-Hungria (embora ele possuísse terras na Áustria e tivesse servido como diplomata em Viena), sentindo que isso inevitavelmente puxava a diplomacia alemã para o Crises balcânicas e tensões com a Rússia, sem nenhum benefício compensatório para a Alemanha com suas novas indústrias, comércio e colônias. "Este é um retorno aos dias do Sacro Império Romano e aos erros dos Hohenstaufens e Habsburgos", escreveu ele.
O Kaiser havia comentado em 31 de julho de 1914 sobre uma diplomacia britânica envolvente durante a crise: "Pois não tenho mais dúvidas de que a Inglaterra, a Rússia e a França concordaram entre si, sabendo que nossas obrigações do tratado nos obrigam a apoiar a Áustria-Hungria, a usar o conflito austro-sérvio como pretexto para travar uma guerra de aniquilação contra nós... Nosso dilema de manter a fé no velho e honrado imperador foi explorado para criar uma situação que dá à Inglaterra a desculpa que ela procurava para aniquilar- nos com uma aparência espúria de justiça sob o pretexto de que ela está ajudando a França e mantendo o conhecido equilíbrio de poder na Europa, ou seja, jogando todos os Estados europeus em seu próprio benefício contra nós."
Em contraste, Lichnowsky descreveu como o ministro das Relações Exteriores britânico Sir Edward Gray ajudou, com dois tratados, na divisão do Império Português e no estabelecimento da ferrovia Berlim-Bagdá, e apoiou a política da Alemanha na resolução das Guerras Balcânicas em 1912 e 1913 que excluiu a Rússia. A Grã-Bretanha havia se recusado a declarar guerra até 4 de agosto, depois que a Bélgica foi invadida, mas em um telegrama enviado a ele de Berlim em 1º de agosto: "... a Inglaterra já foi mencionada como oponente ..."
Lichnowsky resumiu sua opinião sobre a culpa pela eclosão da guerra e o fracasso da diplomacia em três pontos principais:
- "Nós [Alemanha] encorajamos o Conde Berchtold [ministro das Relações Exteriores austríaco] a atacar a Sérvia, embora os interesses alemães não estivessem envolvidos e o perigo de uma guerra mundial deve ter sido conhecido por nós. Se estávamos cientes da redação do Ultimato [austríaco] é completamente irrelevante."
- Entre 23 e 30 de julho, Sergey Sazonov, ministro das Relações Exteriores da Rússia, tendo declarado que a Rússia não toleraria um ataque à Sérvia, todas as tentativas de mediar a crise foram rejeitadas pela Alemanha. Enquanto isso, a Sérvia havia respondido ao ultimato austríaco e Berchtold estava "contente ... com a resposta sérvia".
- "Em 30 de julho, quando Berchtold queria chegar a um acordo (com a Sérvia), enviamos um ultimato a Petrogrado [Rússia], apenas por causa da mobilização russa, embora a Áustria não tenha sido atacada; e em 31 de julho declaramos guerra à Rússia, embora o czar tenha prometido sua palavra de que não ordenaria que um homem marchasse (contra a Alemanha), enquanto as negociações estivessem em andamento – destruindo assim deliberadamente a possibilidade de um acordo pacífico."

"Em vista dos fatos acima, inegáveis, não é de admirar que todo o mundo civilizado fora da Alemanha coloque toda a responsabilidade pela guerra mundial sobre nossos ombros."
No final do folheto, ele prevê que as Potências Centrais estavam condenadas a perder a Primeira Guerra Mundial e diz: "O mundo pertencerá aos anglo-saxões, russos e japoneses". O papel alemão, escreveu ele, "será o do pensamento e do comércio, não o do burocrata e do soldado. A Alemanha apareceu tarde demais, e sua última chance de consertar o passado, a de fundar um Império Colonial, foi aniquilada pela guerra mundial."
O panfleto influenciou fortemente as mentes dos políticos franceses e britânicos que promulgaram o Tratado de Paz de Versalhes em 1919.